# فرودگاه جزیره اسامپشن
فرودگاه جزیره اسامپشن (به انگلیسی: Assumption Island Airport) یک فرودگاه خصوصی است که یک باند فرود بتن و چمن دارد و طول باند آن ۱۲۰۸ متر است. این فرودگاه در کشور سیشل قرار دارد و در ارتفاع ۳ متری از سطح دریا واقع شده‌است.